# Robert Gibbs
Robert Lane Gibbs (Auburn, 29 marzo 1971) è un politico e funzionario statunitense, portavoce della Casa Bianca sotto la presidenza Obama dal 2009 al 2011.

## Biografia
Gibbs, laureatosi con un bachelor in scienze politiche nel 1993, divenne famoso per essere il portavoce della campagna elettorale presidenziale di John Kerry nel 2004. Gibbs si ritirò qualche mese dopo aver assunto l'incarico, ma ottenne un posto nell'entourage del senatore Barack Obama come "direttore delle comunicazioni".
In seguito fu un elemento chiave della campagna presidenziale di Obama, nonostante le dure critiche da parte degli avversari e dell'opinione pubblica. Dopo l'elezione di Obama, Gibbs è stato nominato portavoce presidenziale, ruolo dal quale si è dimesso nel febbraio 2011.